# Johannes Ockeghem
Johannes Ockeghem (født ca. 1410, død 6. februar 1497) var en fransk-flamsk komponist og sanger fra den tidlige renæssance. Han anses for at være den mest betydningsfulde komponist i perioden mellem Guillaume Dufay og Josquin des Prez og var Europas førende komponist i sidste halvdel af det 15. århundrede. Ockeghem spillede en central rolle inden for den fransk-nederlandske musiktradition.
Ockeghem kendte mange af de største komponister fra sin tid og tjente ved det franske hof under kongerne Karl 7., Ludvig 11. og Karl 8. Hans død blev begrædt af adskillige digtere, tænkere og musikere, herunder Erasmus af Rotterdam, Guillaume Crétin, Jean Molinet og Josquin des Prez. Sidstnævnte skrev sin berømte sørgesang Nymphes des bois (1497) til ære for ham.
Det antages, at Ockeghems bevarede værker kun repræsenterer en lille del af et omfattende oeuvre. Kun 14 messer, 20 sange og omkring 10 motetter har overlevet til i dag. Blandt hans mest kendte værker er den kanonbaserede messe Missa prolationum, messen Missa cuiusvis toni, som kan synges i enhver kirketoneart, sangen Fors sulement, samt det ældst bevarede polyfoniske rekviem (ca. 1460).

## Biografi

### Baggrund og tidlige liv
Stavemåden "Ockeghem" stammer fra en formodet underskrift, som eksisterede indtil 1885, men siden er gået tabt. I samtidige kilder staves hans efternavn ofte "Okeghem," men varianter som "Ogkegum," "Okchem," "Hocquegam" og "Ockegham" forekommer også.
Ockeghem blev sandsynligvis født i byen Saint-Ghislain i Grevskabet Hainaut, i det nuværende Belgien. Før 1993 mente de fleste historikere ellers, at han var født i Østflandern, sandsynligvis i byen Okegem, hvor hans familie formodes at stamme fra. Denne opfattelse ændrede sig, da en række nyligt opdagede dokumenter fra 1607 hævdede, at "Jan Hocguegam" var født i Saint-Ghislain. Dette stemmer overens med andre dokumenter fra det 16. århundrede, og derfor antager man nu, at Ockeghem var pikardisk- og ikke flamsktalende. Andre mulige fødesteder, der har været foreslået, inkluderer nabobyen Dendermonde, hvor navnet Ockeghem optræder i dokumenter fra det 12. og 13. århundrede, samt den franske by Bavay. 
Ockeghems præcise fødselsår er ukendt, og forslagene varierer fra 1410 til 1430. Det tidlige årstal bygger på antagelsen om, at Ockeghem muligvis kendte komponisten Gilles Binchois, inden sidstnævnte flyttede fra Mons til Lille i 1423. Hvis dette er tilfældet, må Ockeghem have været omkring 15 år gammel, da Binchois flyttede. Denne spekulation stammer fra Ockeghems sørgesang over Binchois fra 1460, hvor han refererer til en af Binchois' sange fra tiden i Mons. I Guillaume Crétins sørgesang over Ockeghem står der desuden, at "det var en skam, at en så talentfuld komponist skulle dø før sit hundrede år," hvilket støtter det tidlige bud på hans fødselsår. 
Der vides meget lidt om Ockeghems tidlige liv. Som de fleste andre komponister fra renæssancen begyndte han sandsynligvis sin musikalske karriere som kordreng, men hvor dette fandt sted, er ukendt. Byen Mons, der ligger tæt på Saint-Ghislain, er dog et sandsynligt bud, da der i Ockeghems tid var mindst to kirker i byen, som tilbød musikuddannelse. Ockeghem nævnes for første gang i en kilde fra Antwerpen, hvor han i juni 1443 blev ansat som korsanger ved byens katedral. Her sang han under ledelse af Johannes Pullois. Katedralen var dengang en anerkendt musikinstitution, og det er muligt, at Ockeghem her blev introduceret til de engelske kompositionsteknikker, som kom til at præge musikken i Europa i slutningen af det 15. århundrede.

### Uddannelse og karriere
Det er sandsynligt, at Ockeghem studerede under Gilles Binchois, som han senere arbejdede sammen med ved det burgundiske hof. Omkring 1467 skrev Antoine Busnois en motet til ære for Ockeghem, hvilket indikerer, at de to også kendte hinanden. Musikologer grupperer ofte Guillaume Dufay, Busnois og Ockeghem sammen, selvom Ockeghems musikstil adskiller sig markant fra den ældre generations. Han lærte sandsynligvis de grundlæggende kompositoriske teknikker af Dufay og Binchois, hvilket gør ham til et vigtigt bindeled mellem deres og den fransk-nederlandske musiktraditions næste generation, der inkluderer komponister som Jacob Obrecht og Josquin des Prez. 
Fra 1446 til 1448 tjente Ockeghem ved hertug Karl 1. af Bourbons hof i Moulins. I 1452 flyttede han til Paris, hvor han blev ansat som kapelmester hos den franske konge. Han blev også udpeget til skatmester ved Saint-Martin-kirken i Tours og bestred forskellige embeder ved både Notre-Dame- og Saint-Benoît-kirkerne i Paris. I 1470 rejste Ockeghem til Spanien som repræsentant for kong Ludvig 11. Hans opgave var at overbevise Spanien om ikke at indgå i en engelsk-burgundisk alliance mod Frankrig samt at forsøge at arrangere et ægteskab mellem Isabella 1. af Castilien og den franske konges bror, hertug Karl af Guyenne. Efter Ludvig 11.s død i 1483 forsvinder Ockeghem stort set fra de historiske kilder, men det vides, at han rejste til byer som Brugge og Tours. Han døde sandsynligvis i Tours, da hans testamente stammer fra denne by. Ockeghems betydning som komponist bekræftes af de mange sørgesange, der blev skrevet efter hans død den 6. februar 1497. Den mest berømte af disse er Josquins Nymphes des bois.